# Lukácsi
Lukácsi (1899-ig Lukacsócz, szlovákul: Lukačovce) község Szlovákiában, az Eperjesi kerület Homonnai járásában.

## Fekvése
Homonnától 17 km-re északnyugatra, az Olyka-patak keleti oldalán fekszik.

## Története
1453-ban említik először.
A 18. század végén Vályi András így ír róla: „Tót falu Zemplén Várm. földes Ura G. Csáky Uraság, lakosai katolikusok, fekszik Jankóczhoz 1/2 órányira, dombos határja három nyomásbéli, gabonát, és zabot terem, erdeje, szőleje nints, piatza Homonnán, és Varannón van.”
Fényes Elek 1851-ben kiadott geográfiai szótárában így ír a faluról: „Lukasocz, tót falu, Zemplén vármegyében, Jankócz fil. 267 kath., 7 zsidó lak., 589 hold szántófölddel. F. u. gr. Csáky.”
Borovszky Samu monográfiasorozatának Zemplén vármegyét tárgyaló része szerint: „Lukácsi, az Olyka folyó mellett fekvő tót kisközség, melynek azelőtt Lukasócz volt a neve. 50 házból áll és 273 róm. kath. vallású lélek lakja, kiknek azonban itt nincs templomuk. A község hajdan a homonnai uradalom tartozéka volt s annak sorsában osztozott, míg az újabb korban a Csákyaké, Máriássyaké és Okolicsányiaké lett. Most nincs nagyobb birtokosa.”
1920 előtt Zemplén vármegye Homonnai járásához tartozott.

## Népessége
| Év:            | 1994. | 2004.   | 2014.   | 2024.   |
| -------------- | ----- | ------- | ------- | ------- |
| Emberek száma: | 502   | 507     | 465     | 443     |
| Eltérés:       |       | +0,99 % | -8,28 % | -4,73 % |

| Év:            | 2023. | 2024.   |
| -------------- | ----- | ------- |
| Emberek száma: | 450   | 443     |
| Eltérés:       |       | -1,55 % |

1910-ben 277, túlnyomórészt szlovák lakosa volt.
2001-ben 521 lakosából 511 szlovák volt.
2011-ben 484 lakosából 465 szlovák.

## Nevezetességei
- Római katolikus temploma 1765-ben épült későbarokk stílusban.
- 1905-ben épített kápolnája van.